# Albert Friedrich Speer
Albert Friedrich Speer född 6 maj 1863 i Dortmund, död 31 mars 1947 i Heidelberg var en tysk arkitekt. Han var far till Albert Speer och farfar till Albert Speer Jr..
Efter studier i Berlin och München startade han i Mannheim eget arkitektkontor, som han drev mellan 1900 och 1923. Hans byggnader är i klassicistisk stil och i jugendstil. De flesta av hans verk finns i Mannheim.